# تاريخ الرادار

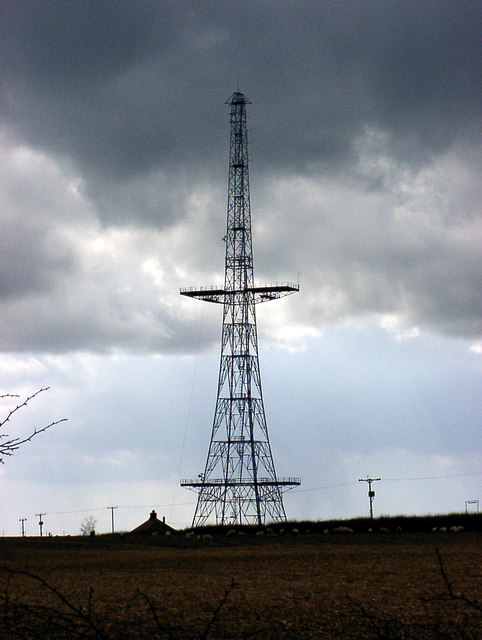
هوائي إرسال رادار السلسلة الرئيسية، الذي يعد جزءًا من أحد أوائل أنظمة الرادار الشاملة.

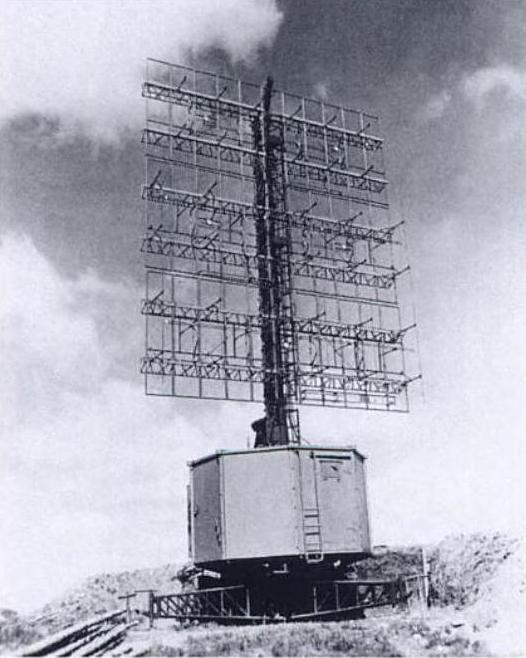
عمل الرادار الألماني فريا بترددات أعلى، فكان أصغر حجمًا من نظيره رادار السلسلة الرئيسية.

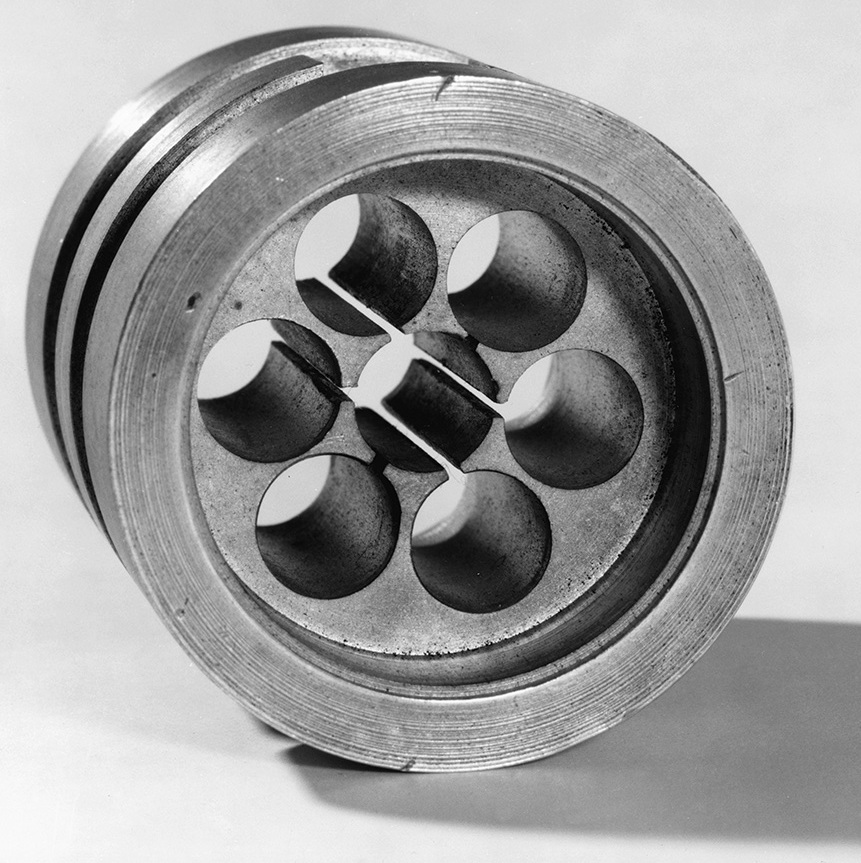
كتلة أنود مغناترون الصمام الأصلي التي صنعها العالمان الفيزيائيان راندل وبوت، والتي أحدث قفزة إلى الأمام في تصميم الرادار.

بدأ تاريخ الرادار (بالإنجليزية:: RAdio Detection And Ranging واختصارًا: RADAR، حيث تشير كلمة رادار إلى الكشف عن الموجات الراديوية وتحديد مداها) بتجارب أجراها هاينريش هيرتز في أواخر القرن التاسع عشر أظهرت أن الموجات الراديوية تنعكس على أجسام معدنية. كان هذا الاحتمال مقترحًا من قبل العالم جيمس كليرك ماكسويل خلال عمله الإبداعي في مجال الكهرومغناطيسية. ومع ذلك، لم يكن متاحًا على نطاق واسع حتى أوائل القرن العشرين حين أصبحت الأنظمة القادرة على استخدام هذه المبادئ متاحة على نطاق واسع، وكان المخترع الألماني كريستيان هولسماير أول من استخدمها لابتكار جهاز بسيط لاكتشاف السفن يهدف إلى المساعدة في تجنب التصادم في الضباب (براءة اختراع فخرية رقم 165546). على مدى العقدين التاليين، جرى تطوير العديد من الأنظمة المشابهة، التي وفرت معلومات توجيهية للأهداف على المدى القصير.
كان تطوير أنظمة قادرة على إنتاج ذبذبات قصيرة من الطاقة الراديوية هو المفتاح الرئيسي الذي سمح لأنظمة الرادار الحديثة بالظهور. يمكن تحديد المدى من خلال التسجيل الوقتي للذبذبات باستخدام جهاز راسم الإشارة، ويمكن من خلال اتجاه الهوائي الكشف عن الموقع الزاوي للأهداف. أما عند دمجهما معًا، فإنهما ينتجان «إصلاحًا»، ويحددان موقع الهدف بالنسبة للهوائي. في الفترة ما بين 1934- 1939، طورت ثماني دول بشكل مستقل، وعلى قدر كبير من السرية، أنظمة من هذا النوع: المملكة المتحدة، وألمانيا، والولايات المتحدة، والاتحاد السوفييتي، واليابان، وهولندا، وفرنسا، وإيطاليا. بالإضافة إلى ذلك، شاركت بريطانيا معلوماتها مع الولايات المتحدة وأربع دول من دول الكومنولث: أستراليا، وكندا، ونيوزيلندا، وجنوب أفريقيا، وقد طورت هذه الدول أنظمة الرادار الخاصة بها، وأُضيفت المجر إلى هذه القائمة خلال الحرب. صاغ فيلق الإشارات التابع للولايات المتحدة مصطلح رادار في عام 1939 في أثناء عملها على هذه الأنظمة من أجل القوة البحرية.
كان التقدم خلال الحرب سريعًا وذا أهمية كبيرة، وربما كان أحد العوامل الحاسمة في انتصار الحلفاء. كان المغناترون (الصمام المغناطيسي الإلكتروني)، الذي سمح بإنشاء منظومات صغيرة نسبيًا مع دقة لا تتجاوز المتر الواحد، أحد التطورات الرئيسية في المملكة المتحدة. بحلول نهاية الحرب، كان لدى بريطانيا، وألمانيا، والولايات المتحدة، والاتحاد السوفييتي، واليابان، مجموعة واسعة من الرادارات البرية والبحرية بالإضافة إلى أنظمة صغيرة محمولة جوًا. أما بعد الحرب، توسّع استخدام الرادار ليشمل العديد من المجالات: الطيران المدني، والملاحة البحرية، ومسدسات الرادار للشرطة، وعلم الأرصاد الجوية، وحتى الطب. تشمل التطورات الرئيسية في فترة ما بعد الحرب صمام الموجة الراحلة بصفته وسيلةً لإنتاج كميات كبيرة من الأمواج الميكروية المتماسكة، وتطوير أنظمة تأخير الإشارة أسفرت عن الرادارات المصفوفة الطورية، والترددات المتزايدة باستمرار التي تتيح دقة أعلى. تنسب الزيادات في قدرة معالجة الإشارات إلى إدخال أجهزة الحاسوب ذات الحالة الصلبة التي كان لها أيضًا تأثير كبير في استخدام الرادار.

## الأهمية
يعد مكان الرادار في قصة العلم والتكنولوجيا موضع جدال بين مختلف المؤلفين. فمن ناحية، لم يساهم الرادار بالكثير في الجانب النظري، والذي كان معروفًا إلى حد كبير منذ أيام ماكسويل وهيرتز. لذلك لم يطور الرادار العلم، ولكنه كان مجرد مسألة تقنية وهندسية. يقول موريس بونتي، وهو أحد مطوري الرادار في فرنسا:
المبدأ الأساسي لعمل الرادار ينتمي إلى الإرث المشترك للفيزيائيين؛ رغم كل شيء، يُقاس ما تبقّى من الفضل الحقيقي للفنيين من خلال الاستخدام الفعال للمواد التشغيلية.
لكن هناك آخرون يشيرون إلى العواقب الفعلية الجسيمة لتطوير الرادار. فقد كانت مساهمته في انتصار الحلفاء في الحرب العالمية الثانية أكبر بكثير من القنبلة الذرية. يقول روبرت بوديري إن الرادار كان أيضًا مقدمة للتكنولوجيا الحديثة. ورد في مراجعة لكتابه:
... كان الرادار أساس مجموعة واسعة من الإنجازات منذ أيام الحرب، إذ أنتج شجرة عائلة حقيقية من التقنيات الحديثة. وبفضل الرادار، يمكن لعلماء الفلك أن يرسموا مخططات الكواكب البعيدة، ويمكن للأطباء رؤية صور للأعضاء الداخلية، ويمكن لعلماء الأرصاد قياس شدة سقوط المطر في أماكن بعيدة، وأصبح السفر الجوي أكثر أمانًا بمئات المرات من السفر برًا، وأصبحت المكالمات الهاتفية البعيدة أرخص من البريد، وأصبحت أجهزة الكمبيوتر في كل مكان، وبات بوسع الناس العاديين طهي وجبات العشاء اليومية في الوقت ما بين العروض الترفيهية، مع ما كان يُسمى مجال الرادار.
استُخدم الرادار في السنوات اللاحقة في الأدوات العلمية، مثل رادار الطقس وعلم الفلك الراداري.

## المساهمون الأوائل

### هاينريش هيرتز
في الفترة 1886-1888، أجرى الفيزيائي الألماني هاينريش هيرتز سلسلة من تجاربه التي أثبتت وجود موجات كهرومغناطيسية (بما في ذلك الموجات الراديوية)، والتي تنبأ بها في المعادلات التي طورها الفيزيائي الإسكتلندي جيمس كليرك ماكسويل. في تجربة هيرتز لعام 1887، وجد أن هذه الموجات تنتقل عبر أنواع مختلفة من المواد، وتنعكس أيضًا على الأسطح المعدنية في مختبره، وكذلك المواد الموصلة والعازلة. لذا ظهرت طبيعة هذه الموجات التي تشبه الضوء المرئي في قدرتها على الانعكاس والانكسار والاستقطاب بواسطة هيرتز والتجارب اللاحقة التي أجراها علماء فيزياء أخرون.

### غوليلمو ماركوني
لاحظ الرائد في مجال الراديو غولييلمو ماركوني أن الموجات الراديوية تنعكس مرة أخرى على جهاز الإرسال بواسطة أجسام في تجارب المنارات الراديوية التي أجراها في 3 مارس عام 1899 على هضبة سالزبوري بلاين. في عام 1916، استخدم هو والمهندس البريطاني تشارلز صموئيل فرانكلين موجات قصيرة في تجاربهما، وهو أمر مهم للتطوير العملي للرادار. ربط النتائج التي توصل إليها بعد 6 سنوات في ورقة بحثية ألقاها أمام معهد المهندسين الكهربائيين في لندن عام 1922:
وصفت أيضًا الاختبارات التي أجريتها في نقل حزمة من الموجات المنعكسة في جميع أنحاء البلاد... وأشرت إلى إمكانية الاستفادة من مثل هذا النظام إن طُبّق على المنارات والسفن الخفيفة، وذلك لتمكين السفن في الطقس الضبابي من تحديد مواقع النقاط الخطرة حول السواحل... يبدو لي [الآن] أنه يجب أن يكون ممكنًا تصميم جهاز تستطيع السفينة من خلاله أن تشع أو تطلق شعاعًا متباينًا من هذه الأشعة في أي اتجاه مرغوب، وهو ما يحدث في حالة وصولها إلى جسم معدني آخر مثل باخرة أو سفينة أخرى، فسوف تنعكس الأشعة مرة أخرى إلى جهاز استقبال مرصودة من جهاز الإرسال المحلي على السفينة المرسلة، ومن ثم يُكشف على الفور وجود سفينة أخرى في الضباب أو الطقس الكثيف.

### كريستيان هولسماير
في عام 1904، تقدم كريستيان هولسماير شروحات علنية في ألمانيا وهولندا لاستخدام أصداء الراديو من أجل كشف السفن وبالتالي تجنب الاصطدامات. تألفت أجهزته من فجوة شرارية بسيطة تُستخدم لتوليد إشارة تهدف إلى استخدام هوائي ثنائي القطب مع عاكس مكافئ أسطواني. عندما تُلتقط إشارة تنعكس من سفينة بواسطة هوائي مماثل متصل بالمستقبل اللاسلكي الترابطي المنفصل، فإن الجرس يصدر صوتًا. في أثناء الطقس السيئ أو الضباب، يُشغل الجهاز دوريًا للبحث عن السفن القريبة. استطاع الجهاز كشف سفن على بعد يصل إلى 3 كيلومترات (1.6 ميل بحري)، وخطّط هولسماير لزيادة قدرته ليصل إلى مدى 10 كيلومترات (5.4 ميل بحري). لم يكن يقدم معلومات عن المدى (المسافة)، بل تحذيرات بوجود جسم قريب. حصل هولسماير على براءة اختراع للجهاز، الذي أطلق عليه اسم التيليموبيلوسكوب، ولكن بسبب عدم اهتمام السلطات البحرية بالأمر، لم يُوضع الاختراع في طور الإنتاج.
تلقى هولسماير أيضًا  براءة اختراع لتقدير المدى للسفينة. من خلال استخدام مسح رأسي للأفق بواسطة تيليموبيلوسكوب مثبت على برج، سيجد المشغل الزاوية التي كانت فيها الإشارة المنعكسة هي الأكثر كثافة، ويستنتج المسافة التقريبية عبر تثليث بسيط. وهذا على عكس التطور اللاحق للرادار النبضي، الذي يحدد المسافة عبر وقت عبور النبض ثنائي الاتجاه.

## المملكة المتحدة

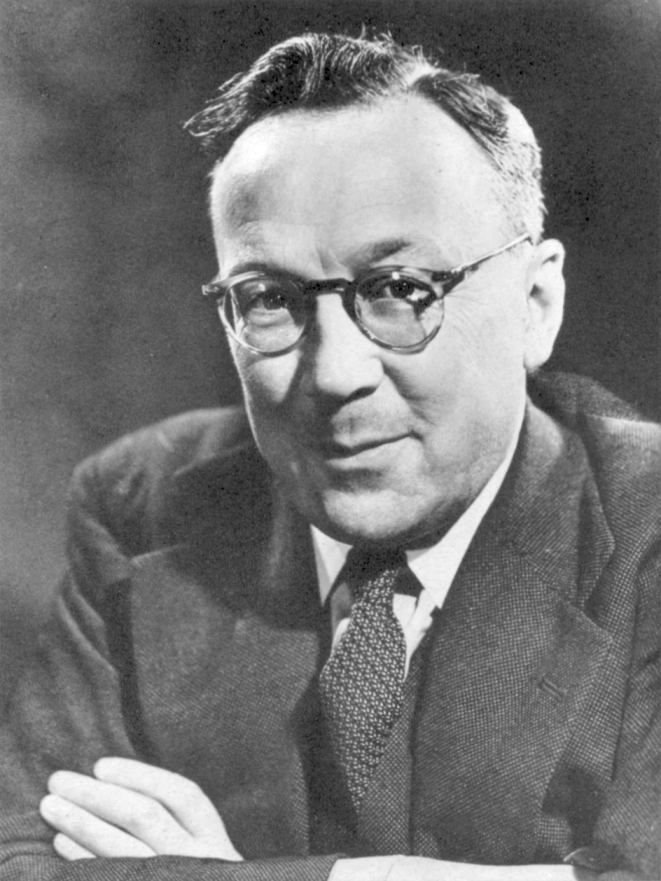
روبرت واتسون وات، فيزيائي بريطاني.

في عام 1915، انضم روبرت واتسون وات إلى مكتب الأرصاد الجوية بصفته عالم أرصاد جوية، إذ كان يعمل في محطة خارجية في مدينة ألدرشوت بمقاطعة هامبشاير. على مدار السنوات العشرين التالية، درس الظواهر الجوية وطور استخدام الإشارات الراديوية الناتجة عن ضربات البرق لرسم خريطة للعواصف الرعدية. أدت الصعوبة في تحديد اتجاه هذه الإشارات العائمة باستخدام هوائيات اتجاهية قابلة للتدوير، في عام 1923، إلى استخدام أجهزة راسم الإشارة من أجل عرض الإشارات. انتقلت العملية في النهاية إلى ضواحي بلدة سلاو في مقاطعة بيركشاير، وفي عام 1927، تشكلت محطة أبحاث الراديو ( آر آر إس)، وهي كيان تابع لقسم البحوث العلمية والصناعية (دي إس آي آر). عُيّن واتسون وات مشرفًا على محطة أبحاث الراديو.
مع تجمع غيوم الحرب فوق بريطانيا، أدى احتمال وقوع الغارات الجوية والتهديد بالغزو الجوي والبحري إلى بذل جهد كبير في تطبيق العلم والتكنولوجيا على قوى الدفاع. في نوفمبر عام 1934، أنشأت وزارة الطيران لجنة المسح العلمي للدفاع الجوي (سي إس إس إيه دي) مع مهمة رسمية للنظر في «مدى التقدم المحرز في المعرفة العلمية والتقنية التي يمكن استخدامها لتعزيز أساليب الدفاع الحالية ضد الطائرات المعادية». كان للمجموعة المعروفة باسم «لجنة تيزارد» نسبة إلى رئيسها السير هنري تيزارد تأثيرٌ كبير على التطورات التقنية في بريطانيا.
كان إتش. إي. ويمبيريس، وهو مدير البحث العلمي في وزارة الطيران وعضو لجنة تيزارد، قد قرأ مقالًا في صحيفة ألمانية يدعي أن الألمان ابتكروا شعاع الموت باستخدام إشارات الراديو، مصحوبًا بصورة لهوائي راديو كبير جدًا. شعر ويمبيريس بالقلق واحماس حول هذه الفرضية، ولكنه كان متشككًا للغاية في نفس الوقت، فبحث عن خبير في مجال الانتشار اللاسلكي يكون قادرًا على الحكم على ما ورد في المقال. أصبح وات، المشرف على محطة أبحاث الراديو (آر آر إس)، سلطةً راسخة في مجال الراديو، وفي يناير عام 1935، اتصل به ويمبيريس يسأل عن إمكانية استخدام الراديو لصنع جهاز كهذا. بعد مناقشة الأمر مع مساعده العلمي أرنولد ف. ويلكنز، أجرى ويلكنز بسرعة عملية حسابية تقريبية على قفا الظرف أظهرت أن الطاقة المطلوبة لصناعة جهاز كهذا ستكون هائلة. رد وات أن هذا لم يكن مرجحًا، لكنه أضاف التعليق الآتي: "يتحول الاهتمام في الوقت الحالي إلى مشكلة الكشف عن الإشارات الراديوية التي لا تزال صعبة، ولكن أقل من أن تكون غير واعدة، وتقديم البحوث الرياضية بشأن كيفية الكشف باستخدام الموجات الراديوية المنعكسة عند الاقتضاء».
خلال الأسابيع القليلة التالية، نظر ويلكنز في مشكلة الكشف عن الإشارات الراديوية. حدد النهج وأيده بحسابات تفصيلية لقدرة المرسل اللازمة، وخصائص الانعكاس للطائرة، وحساسية المستقبل اللازمة. اقترح استخدام جهاز استقبال اتجاهي يعتمد على مفهوم الكشف عن البرق، والاستماع إلى إشارات قوية من جهاز إرسال منفصل. يمكن تحقيق التوقيت، ومن ثم تحديد قياسات المسافة، من خلال إطلاق تتبع عاكس الذبذبات بإشارة صامتة من جهاز الإرسال، ثم قياس العوائد مقابل المقياس. أرسل واتسون وات هذه المعلومات إلى وزارة الطيران في 12 فبراير عام 1935، في تقرير سري بعنوان «اكتشاف الطائرات بالطرق الراديوية».